# Hugo Fernández
Hugo Daniel Fernández Vallejo (ur. 2 lutego 1945 w Montevideo, zm. 1 sierpnia 2022) – urugwajski piłkarz i trener piłkarski.

## Kariera klubowa
Fernández pochodzi ze stołecznego miasta Montevideo i jest wychowankiem tamtejszego czołowego w kraju zespołu Club Nacional de Football. Do seniorskiej drużyny został włączony już jako szesnastolatek i przez kolejne sześć sezonów odniósł z nią kilka sukcesów; w latach 1963 i 1966 zdobył tytuł mistrza Urugwaju, podczas rozgrywek 1961, 1962 i 1965 wywalczył wicemistrzostwa kraju, za to w 1964 roku dotarł do finału prestiżowych rozgrywek Copa Libertadores, przegrywając w nim ostatecznie w dwumeczu z argentyńskim Independiente. W 1967 roku odszedł do niżej notowanego Racing Club de Montevideo, z którym przez dwa lata nie wywalczył żadnego trofeum, po czym wyjechał do Argentyny, gdzie podpisał umowę z Gimnasia y Esgrima La Plata. Po upływie kolejnych dwóch sezonów powrócił do ojczyzny, gdzie został graczem Defensora Sporting. W 1971 roku przeszedł natomiast do Club Atlético Cerro, gdzie również grał przez dwa lata.
W połowie 1972 roku Fernández podpisał umowę z jednym z najbardziej utytułowanych zespołów w kraju, CA Peñarol. Podczas gry w tej drużynie również zdobył kilka trofeów; w sezonie 1972 wicemistrzostwo Urugwaju, natomiast w latach 1973, 1974 i 1975 tytuły mistrzowskie. W lipcu 1975 po raz kolejny wyjechał za granicę, tym razem do Hiszpanii, gdzie zasilił tamtejszego drugoligowca CD Tenerife. Jako podstawowy piłkarz występował w nim przez kolejne dwa lata, zanotował również dwa występy na samym początku sezonu 1977/1978, po którym jego ekipa spadła do trzeciej ligi hiszpańskiej. W późniejszym czasie został piłkarzem meksykańskiego klubu Puebla FC, w którego barwach zadebiutował w tamtejszej Primera División 29 stycznia 1978 w wygranym 2:0 spotkaniu z Atlético Potosino, natomiast premierowego gola strzelił 9 kwietnia tego samego roku w zremisowanej 1:1 konfrontacji z Tampico. Po kilkunastu miesiącach powrócił do CA Peñarol, z którym w sezonie 1981 zdobył szóste i zarazem ostatnie mistrzostwo Urugwaju w karierze, a karierę zakończył jako zawodnik meksykańskiego Club Atlas z miasta Guadalajara.

## Kariera trenerska
Po zakończeniu kariery piłkarskiej Fernández rozpoczął pracę jako trener, początkowo podpisując umowę ze swoim byłym zespołem, CA Peñarol, zastępując na stanowisku szkoleniowca Osvaldo Balseiro. Z Peñarolem wywalczył tytuł wicemistrza Urugwaju w 1984 roku, po czym wyjechał do Meksyku, gdzie pracował przez zdecydowaną większość kariery trenerskiej. Początkowo podpisał umowę z kolejnym klubem, którego barwy reprezentował już jako zawodnik, czyli Puebla FC. Spędził tam kolejne cztery lata, a w sezonie 1987/1988 zdobył z nim krajowy puchar – Copa México. Bezpośrednio po tym sukcesie odszedł do ekipy Tigres UANL z miasta Monterrey, której szkoleniowcem pozostawał z kolei przez nieco ponad pół roku i nie odniósł żadnego sukcesu. W późniejszym czasie objął drużynę Tampico Madero FC, jednak został zwolniony po tym, jak w dwunastu spotkaniach ligowych zdołał odnieść tylko jedno zwycięstwo i znacznie przyczynił się do spadku klubu do drugiej ligi po sezonie 1989/1990. W 1991 roku wyjechał do Japonii, obejmując tamtejszy zespół Toshiba SC, który trenował przez następne dwa lata. W 1995 roku, już jako szkoleniowiec swojego macierzystego Club Nacional de Football, przyczynił się do zdobycia przez zespół wicemistrzostwa Urugwaju.
W listopadzie 1995 Fernández po raz drugi został szkoleniowcem Puebla FC, którego poprowadził do końca rozgrywek 1995/1996, jednak nie odniósł z nim żadnego osiągnięcia. W 1997 roku objął japońskiego drugoligowca Consadole Sapporo, z którym jeszcze w tym samym sezonie wywalczył awans do najwyższej klasy rozgrywkowej, jednak już po kolejnych dwunastu miesiącach jego zespół spadł z J-League. We wrześniu 2001 podpisał kontrakt z meksykańskim CD Irapuato, który wraz z końcem roku połączył się z Tiburones Rojos de Veracruz, przyjmując jego nazwę. Na początku marca 2003 po raz trzeci objął Pueblą i poprowadził ją w czterech ligowych meczach, po czym odszedł z ekipy. Wiosną 2006 bez większych sukcesów był trenerem drugoligowej drużyny Lobos BUAP z siedzibą w mieście Puebla, po czym przeszedł do klubu Dorados de Sinaloa z Culiacán, także występującego w Primera División A. W wiosennym sezonie Clausura 2007 wywalczył z nią mistrzostwo drugiej ligi meksykańskiej, co wskutek porażki w decydującym dwumeczu z Pueblą nie zaowocowało jednak awansem do najwyższej klasy rozgrywkowej. W jesiennych rozgrywkach Apertura 2007 dotarł za to z Dorados do finału drugiej ligi. W późniejszym czasie pełnił funkcję dyrektora sportowego Puebla FC; został zwolniony z tego stanowiska po upływie półtora roku w listopadzie 2012.